# Äetsä
Äetsä è stato un comune finlandese di 4 827 abitanti, situato nella regione del Pirkanmaa. Il comune è stato soppresso nel 2009 ed è compreso in Sastamala.